# Дворцовая площадь (Казань)
Дворцовая площадь (тат. Сарай мəйданы) — площадь в Казани.

## Расположение
Площадь расположена вблизи северной стены Казанского кремля между улицей Батурина, Кремлёвской набережной, началом Федосеевской улицы и жилым комплексом, именуемым в обиходе как «Посёлок нефтяников». Площадь имеет косую четырёхугольную форму .

## История
В XVI веке место площади называлась «Поганое болото», а позже вместе со всей улицей Федосеевской и округой было застроено малоэтажными домами. К началу XXI века здесь располагались неухоженные зелёные насаждения и остатки трущобной застройки плохой сохранности, не имевшей большой исторической ценности в отличие от некоторых других улиц исторического центра города. Ещё генеральным планом 1969 года на этом месте и далее на восток от Казанского Кремля вдоль улицы Федосеевская предусматривался снос всех старых зданий и сооружение широкой эспланады с новыми зданиями. В начале 2000-х гг к Тысячелетию Казани восточнее этого места был построен элитный малоэтажный (коттеджный) жилой комплекс «посёлок нефтяников». В середине 2000-х гг было решено снести остававшиеся на этом месте запущенные зелёные насаждения и остатки зданий и соорудить крупные административные и жилые здания, а также разбить парк или площадь в её современных границах.
Южной границей площади стало сооруженное к 2010 году массивное здание Дворца земледельцев, восточной — ближние дома «посёлка нефтяников», западной — улица Батурина, северной — набережная Казанки, проходящая по гребню гидрозащитной дамбы. Сама площадь была благоустроена к 2011 году. Также к концу 2011 года на площади были сооружены три крупных многоэтажных здания элитного жилого комплекса «Дворцовая набережная». В 2013 году к проведению в городе Универсиады была переблагоустроена набережная с возведением торгово-рекреационной галереи, а на площади был разбит Парк Универсиады.

## Значение и объекты
Вместе с имеющими помпезные, чрезвычайно выделяющиеся архитектурные формы и яркую вечернюю архитектурную подсветку двумя объектами на ней, площадь стала новой городской достопримечательностью, посещаемой отдельными туристами, одним из мест остановки обзорных экскурсий туристических автобусов, одним из главных пунктов заезда свадебных кортежей, местом прогулок, встреч и отдыха. Идущая от Дворцовой площади к площади Султан-Галиева Кремлёвская набережная Казанки также используется как прогулочная и велопрогулочная. Помимо двух собственных доминант, с площади открывается альтернативный вид на Кремль (его восточную стену, также имеющую вечернюю архитектурную подсветку), вид на расположенные на холмах Церковь Святой Великомученицы Параскевы Пятницы и восстановленный Казанский собор Божьей Матери, вид-панорама («скайлайн») новой застройки заречной части города (Ново-Савиновский район).
На площади устроены центральная круглая площадка и аллеи с декоративной тротуарной плиткой, ажурными скамейками, фонарями и клумбами, зоны с травяными и крупными зелёными насаждениями, искусственный водоём, в также находятся небольшие здания технических объектов. Между площадью и прогулочной набережной находится длинная трёхъярусная ресторанно-торговая галерея. С набережной к площади спускаются лестницы, обрамлённые декоративным камнем. Вблизи улицы Батурина находится большая асфальтированная площадка автостоянки с пунктом охраны и шлагбаумом. Для проведения различных концертов и других шоу перед Дворцом земледельцев устанавливается сцена с двумя большими видеоэкранами по бокам.
С 2011 года в День республики и города 30 августа на площади перед тысячами зрителей проводится гала-концерт международного оперного фестиваля «Казанская осень» в современном мировом формате на открытом воздухе «опен эйр» со свободным посещением. В первом таком концерте принимали участие российская примадонна Любовь Казарновская и итальянский тенор Леонардо Громенья в сопровождении Государственного симфонического оркестра Татарстана.
Объекты, расположенные и выходящие на площадь:
- Дворец земледельцев с размещением Министерства сельского хозяйства Татарстана и других профильных организаций
- Кремлёвская набережная
- «Дворцовая набережная», жилой комплекс
- Церковь Святой Преподобной Великомученицы Евдокии
- «посёлок нефтяников», жилой комплекс

Объекты, расположенные вблизи площади:
- Казанский Кремль, северная стена с Северной и Безымянной башнями
- Городской клинический онкологический диспансер
- Церковь Святой Великомученицы Параскевы Пятницы
- Управление образования исполкома Казани
- Городской информационно-диагностический центр

## Культурный парк Универсиады 2013
В 2013 году на площади был разбит Культурный парк Универсиады в Казани  вместимостью 30 тысяч человек c территорией 5,9 га. Культурный парк фактически открылся 4 июля, официально — 6 июля, в день открытия Универсиады. Закрытие Парка — 17 июля, в последний день Универсиады.
Территория Парка была огорожена, входы с разных сторон были устроены через несколько КПП с металлоискателями, доступ в Парк Универсиады с 12:00 до 16:00 был свободным, а с 16:00 до 23:00 — по билетам на любое спортивное соревнование Универсиады в этот день с отметкой о посещении.
На площади перед Дворцом земледельцев на сцене и на конструкции «колесо смерти» с 22:00 проводилось часовое выступление цирка «Дю Солей», который специально создал уникальное уличное шоу с участием 22 своих артистов и привлечённых местных детей.
Также на этой сцене проводились «опен эйр» премьера татарской оперы «Ак буре» с Государственным симфоническим оркестром Татарстана под управлением Александра Сладковского, концерты исполнителей рок-фестиваля Универсиады групп Sandwitch, Blackbird, Random Reel, М&M, «Плуты», «Большой куш», «Волга-Волга», «Мураками», «Прогульщики», True Jazz Band, Егора Сесарева, Jukebox, оперной певицы Аиды Гарифуллиной, скрипача-виртуоза Эдгара Акопяна, театра-студии «Коллаж», победителей фестиваля «Созвездие-Йолдызлык», творческих коллективов федеральных вузов, танцоров проекта «Большие танцы» и других. На видеоэкранах сцены шли прямые трансляции церемоний открытия и закрытия Универсиады. На площадках Парка также проводились выступления артистов из более чем 200 вокальных, хореографических, фольклорных, инструментальных коллективов, мастер-классы различных народных ремёсел и рукоделия, конкурсы и викторины с призами для зрителей.
Объекты Культурного парка Универсиады:
- интерактивный «Парк футбола» от оргкомитета проводимого в России, в том числе в Казани Чемпионата мира по футболу 2018 с тренировочной мини-площадкой, мультимедийной видеопрезентацией и выставкой раритетных футбольных мячей
- павильон-шатёр Алма-Аты, проводящей Зимнюю Универсиаду 2017, с художественными экспозициями и обставленной традиционным обиходом национальной казахской юртой
- павильон-шатёр Красноярска, заявившегося кандидатом на проведение Зимней Универсиаду 2019, с катком с искусственным льдом и прокатом коньков для его свободного посещения
- павильоны-шатры и площадки спонсоров и партнёров Универсиады Hyundai, Мегафон, Coca-Cola, Alpen Gold, Tissot и других
- национальное крестьянское подворье с деревянными строениями, народными ремёслами и артистами фольклора народов Татарстана
- площадка Федерации Кудо России
- надувные и прочие аттракционы для детей и взрослых
- палатки с изделиями народных промыслов
- сувенирные лавки
- пункты общепита и мороженого
- пункты санитарно-бытовые и обеспечивающие

## Транспорт
По примыкающей к площади улице Батурина через одноимённую остановку проходят автобусные маршруты № 22, 28/28а, 52, 83, 89.
В шаговой доступности (через подъём на площадь 1 Мая и спуск) находится станция метро «Кремлёвская».